# Xivera
Xivera (en rus: Шивера) és un poble del krai de Krasnoiarsk, a Rússia, segons el cens del 2010 tenia 145 habitants. Pertany al districte municipal d'Àban.